# Contea di Duplin
La contea di Duplin, in inglese Duplin County, è una contea dello Stato della Carolina del Nord, negli Stati Uniti. La popolazione al censimento del 2000 era di 49 063 abitanti. Il capoluogo di contea è Kenansville.

## Storia
La contea di Duplin fu costituita nel 1750.
Il suo nome viene da Thomas Hay, visconte di Dupplin.